# Progonocytheridae
De Progonocytheridae zijn een familie van uitgestorven kreeftachtigen uit de klasse van de Ostracoda (mosselkreeftjes).

## Taxonomie

### Onderfamilies
- Neurocytherinae Grundel, 1975 †
- Progonocytherinae Sylvester-Bradley, 1948 †

### Geslachten
- Acanthocythere Sylvester-Bradley, 1956 †
- Neocythere Mertens, 1956 †
- Paraphysocythere Dingle, 1969 †
- Trichordis Grekoff, 1963 †